# Mercados em Criptoativos (MiCA)
Mercados em Criptoativos (MiCA) é uma regulação da legislação da UE. O objetivo é regular a tecnologia de registro distribuído (DLT) e os ativos virtuais na União Europeia (UE), protegendo usuários e investidores. O MiCA foi aprovado em 20 de abril de 2023 pelo Parlamento da UE e se tornará lei em 2024.

## Título
O nome completo da proposta de 24 de setembro de 2020 é "Proposta de REGULAMENTO DO PARLAMENTO EUROPEU E DO CONSELHO relativo aos mercados de criptoativos e que altera a Diretiva (UE) 2019/1937 COM/2020/593 final". O MiCA faz parte de um Pacote de Financiamento Digital que pretende transformar a economia europeia nas próximas décadas.

## Função
A regulação MiCA fornece segurança jurídica em torno de criptoativos — criptomoedas, tokens de segurança e stablecoins . É semelhante à Diretiva Europeia de Mercados de Instrumentos Financeiros ( MiFID ), que é um quadro jurídico para mercados de valores mobiliários, intermediários de investimento e plataformas de negociação. Espera-se que seja diferente da estrutura regulatória das criptomoedas do Reino Unido. O Reino Unido começará regulamentando apenas alguns criptoativos, enquanto o regime MiCA da UE deverá ter um foco mais amplo.

## História
O MiCA começou a ser desenvolvido em 2018 devido ao aumento da popularidade das criptomoedas na UE. A Comissão Europeia adotou o pacote de financiamento digital que incluía o MiCA em setembro de 2020, conduzindo amplos debates entre as instâncias preparatórias (o Conselho da UE, o Banco Central Europeu, o Comité Económico e Social).
Após 18 meses de debate, a União Europeia aprovou o regulamento dos Mercados em Criptoativos (MiCA) em 2022. Esperava-se que a regulação sobre stablecoins entrasse em vigor em junho de 2024 e a regulação que afetava as empresas de criptoativos em dezembro do ano seguinte. No entanto, os prestadores de serviços com menos de 15 milhões de usuários ativos na Europa não seriam considerados “significativos” para o Mica e, portanto, seriam supervisionados pelas autoridades nacionais da UE, em vez da Autoridade Bancária Europeia e do Banco Central Europeu . Elizabeth McCaul, membro do conselho de supervisão do BCE, alertou sobre “lacunas na estrutura” de regulação dos mercados de criptomoedas e que as abordagens tradicionais poderiam não funcionar. Ela disse que o limite de 15 milhões de usuários provavelmente excluiria a Binance e a FTX antes de seu colapso. Ela fez advertências semelhantes em uma conferência do Financial Times em novembro de 2022.